# Gare de Souchez
La gare de Souchez est une ancienne gare ferroviaire française de la ligne de chemin de fer secondaire de Lens à Frévent de la Société des chemins de fer économiques du Nord (CEN), située sur le territoire de la commune de Souchez, dans le département du Pas-de-Calais, en région Hauts-de-France.

## Patrimoine ferroviaire
La gare désaffectée a été transformée en logement.

## Sources

### Sites et pages web
1. ↑  « Souchez - l'ancienne gare »(Archive.org • Wikiwix • Archive.is • Google • Que faire ?), sur aixenbalade.e-monsite.com.

### Renvois
- Chemin de fer de Lens à Frévent